# Étienne Mollevaut
Étienne Mollevaut, né à Jouy-sous-les-Côtes (Meuse) le 20 juillet 1744, mort à Nancy (Meurthe) le 10 janvier 1816, est un homme politique de la Révolution française, du Consulat et du Premier Empire.

## Biographie

### Mandat à la Convention
La monarchie constitutionnelle mise en place par la constitution du 3 septembre 1791 prend fin à l'issue de la journée du 10 août 1792 : les bataillons de fédérés bretons et marseillais et les insurgés des faubourgs de Paris prennent le palais des Tuileries. Louis XVI est suspendu et incarcéré, avec sa famille, à la tour du Temple.
En septembre 1792, Étienne Mollevaut, alors juge au tribunal de cassation, est élu député du département de la Meurthe, le quatrième sur huit, à la Convention nationale. 
Il siège sur les bancs de la Gironde. Lors du procès de Louis XVI, il vote « la détention, et le bannissement à la paix », et se prononce en faveur de l'appel au peuple et le sursis à l'exécution de la peine. Le 13 avril 1793, il vote en faveur de la mise en accusation de Jean-Paul Marat. Le 21 mai, il est élu membre de la Commission des Douze chargée d'examiner les arrêtés de la Commune de Paris. Le 28, il vote en faveur de son rétablissement. 
À l'issue des journées du 31 mai et du 2 juin, Étienne Mollevaut et les autres membres de la Commission des Douze sont décrétés d'arrestation sur motion de Georges Couthon (député du Puy-de-Dôme). Le 8 juillet, Louis-Antoine de Saint-Just (député de l'Aisne), au nom du Comité de Salut public, propose de le décréter d'accusation devant le tribunal révolutionnaire pour complicité avec les députés girondins en fuite. Il est remplacé à son poste de député par Dominique Jacob. 
L'historienne Jacqueline Chaumié estime que Saint-Just propose que Mollevaut soit décrété d'accusation en raison de son engagement contre Jacques-René Hébert, procureur-syndic de la Commune de Paris et rédacteur du journal Le Père Duchesne. 
Enfuit en Bretagne, Étienne Mollevaut et les autres députés girondins mis hors-de-la-loi sont réintégrés à la Convention le 18 ventôse an III (8 mars 1795). 
Le 16 floréal an III (le 5 mai 1795), il est élu secrétaire aux côtés de Louis Peyre (député des Basses-Alpes) et de François-Jérôme Riffard-Saint-Martin (député de l'Ardèche) sous la présidence de Théodore Vernier (député du Jura). 

### Mandats sous leDirectoire
En vendémiaire an IV (octobre 1795), Étienne Mollevaut est réélu député et siège au Conseil des Anciens. Il est élu président du Conseil en germinal an VI (mars 1798). Il est tiré au sort pour quitter le Conseil le 1er prairial an VI (le 20 mai 1798). 
Étienne Mollevaut adhère au coup d’État du 18 brumaire an VIII (9 novembre 1799). Il est désigné membre du Corps législatif où il siège entre l'an VIII (1799) et 1807. En 1809, il est proviseur du Lycée impérial de Nancy et, en 1814, bâtonnier de l'ordre des avocats de Nancy.
La rue Mollevault (autre forme du nom) de Nancy lui est dédiée.